# La Réceptionniste Pokémon
La Réceptionniste Pokémon (ポケモンコンシェルジュ, Pokémon Concierge) est une série d'animation japonaise en stop-motion, basée sur la franchise Pokémon de The Pokémon Company, et diffusée pour la toute première fois sur Netflix, le 28 décembre 2023.

## Synopsis
L'histoire raconte la vie d'Haru, une jeune femme qui, après plusieurs événements fâcheux, décide de changer de carrière et de devenir réceptionniste à l'Hôtel Pokémon. Son travail consiste désormais à s'occuper des Pokémon sur l'île et de les rendre heureux durant tout leur séjour.

## Personnages
| Personnage    | Voix japonaise   | Voix française   |
| ------------- | ---------------- | ---------------- |
| Haru          | Rena Nōnen       | Julie Dieu       |
| Arisa         | Fairouz Ai       | Laetitia Liénart |
| Tyler         | Okuno Eita       | Jonathan Simon   |
| Mme. Watanabe | Takemura Yoshiko | Fabienne Loriaux |

## Production
Une série d'animation en stop-motion avait été annoncée lors de la présentation du Pokémon Day en février 2023. Cette série allait être une collaboration entre The Pokémon Company et Dwarf Studios pour Netflix.
En juillet, le personnage principal, une jeune femme travaillant sur une île avec un hôtel dédié au pokémon, fut dévoilé. Cela permit également de connaître sa seiyū, Rena Nōnen.
Il fallut attendre un trailer diffusé en novembre pour connaître l'ensemble des voix japonaises et anglaises : Ai Fairouz, Okuno Eita, Takemura Yoshiko, Imani Hakim, Josh Keaton et Lori Alan.